# Descurainia leptoclada
Descurainia leptoclada är en korsblommig växtart som beskrevs av Reinhold Conrad Muschler och Otto Eugen Schulz. Descurainia leptoclada ingår i släktet stillfrön, och familjen korsblommiga växter. Inga underarter finns listade i Catalogue of Life.